# Куантан
Куа́нтан (малайск. Kuantan; кит. 关丹) — город на востоке полуостровной части Малайзии; столица штата Паханг.

## География
Расположен вблизи устья реки Куантан при её впадении в Южно-Китайское море, примерно на полпути между Сингапуром и Кота-Бару.

## Население
Население города составляет примерно 608 000 человек, что делает Куантан девятым по величине городом страны. Этнический состав: малайцы — 57 %, китайцы — 32 %, индийцы — 4 % и другие народы — 7 %. Для города характерен высокий прирост населения.

## Экономика и транспорт
Развиты пищевая, лёгкая и нефтехимическая отрасли промышленности. Важную роль в экономике играет также туризм. В 15 км от города располагается аэропорт Султан Хаджи Ахмад Шах, принимающий регулярные рейсы из Пенанга, Куала-Лумпура и Сингапура. Сезонно действует также сообщение с Тайбэем. Город обслуживает порт Куантан.

## Достопримечательности
В окрестностях города имеются места отдыха, в том числе Ченкаренг и Телук-Чемпедак с прекрасными пляжами. Недалеко от Куантана в небольшом городке Пекан находится Паханский музей султана Абу Бакара. Столица штата Паханг была перенесена из Куала-Липис в Куантан в 1955 году.

## Города-побратимы
- Тиба, Япония
- Хьюстон, США
- Куантансингинги, Индонезия

## Галерея

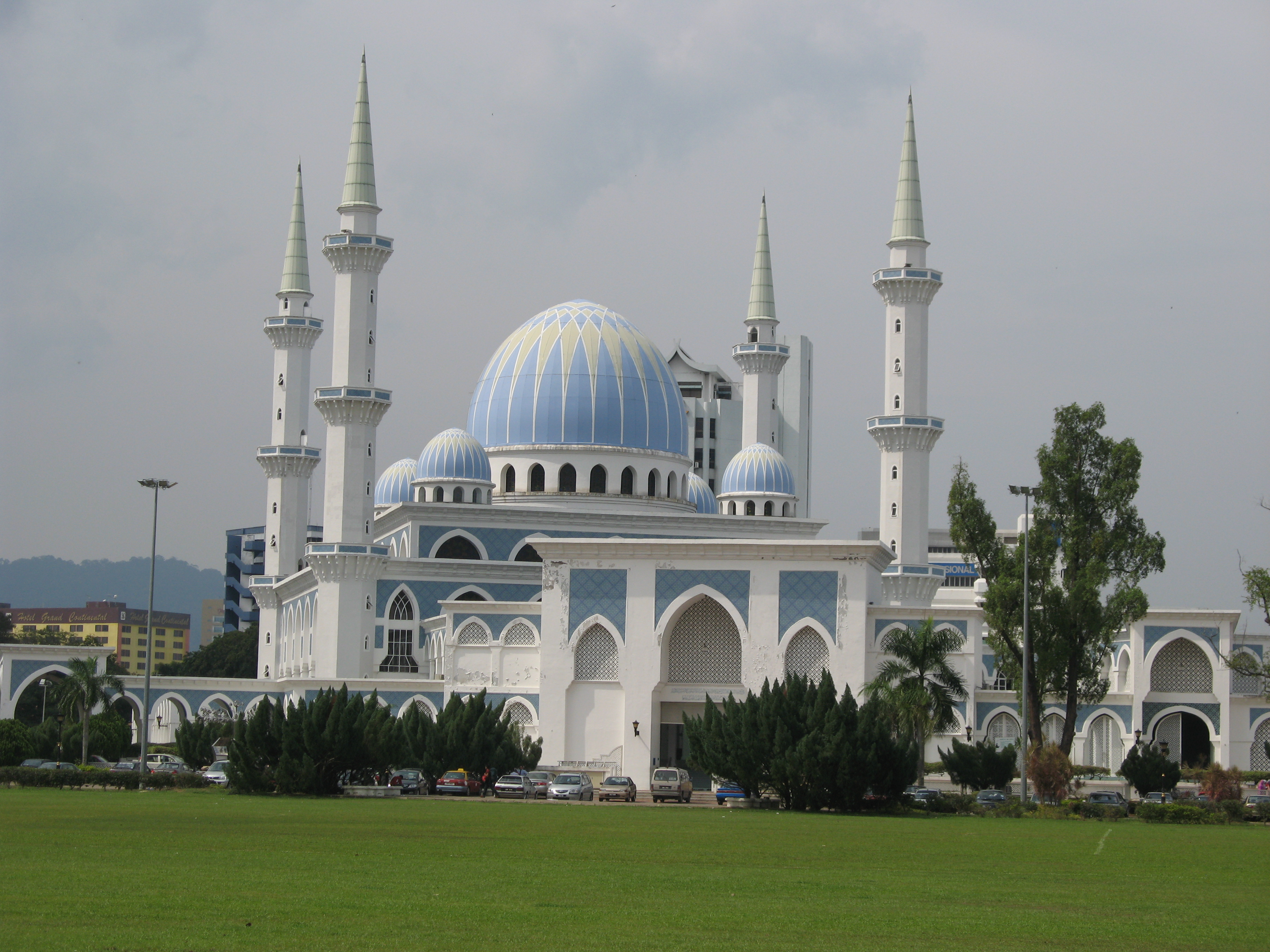
Мечеть в Куантане
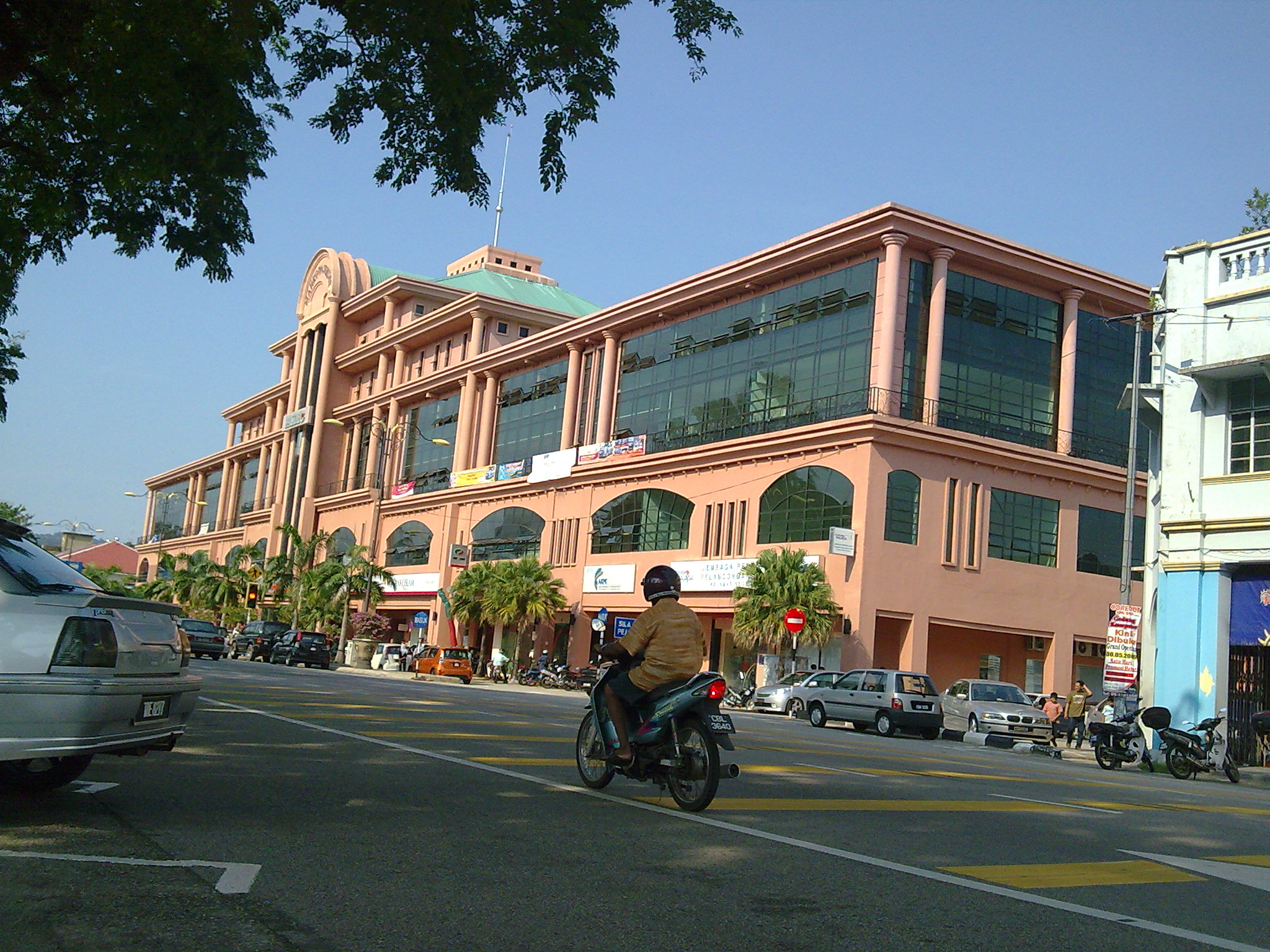
Площадь Махкота
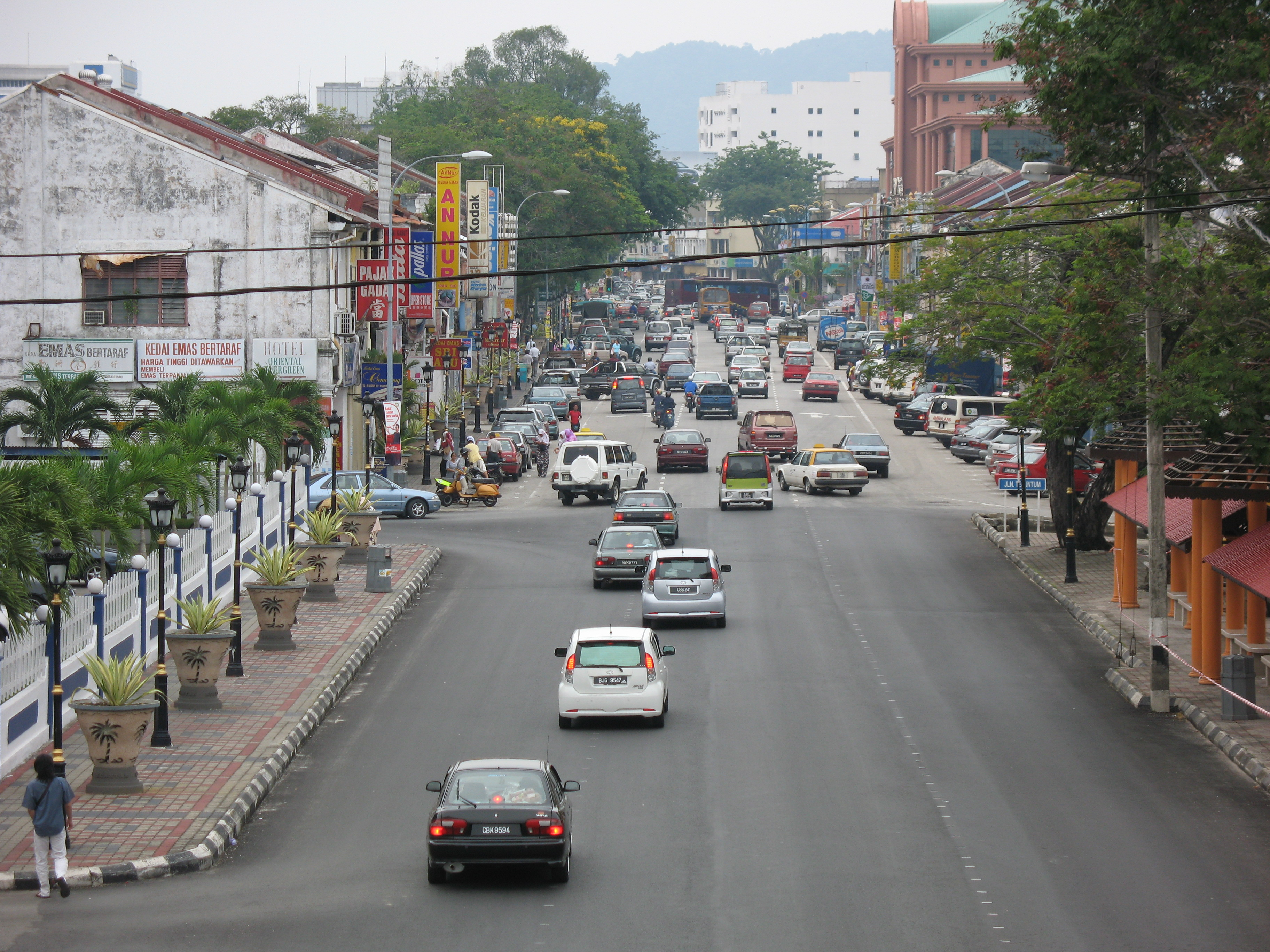
Главная улица города
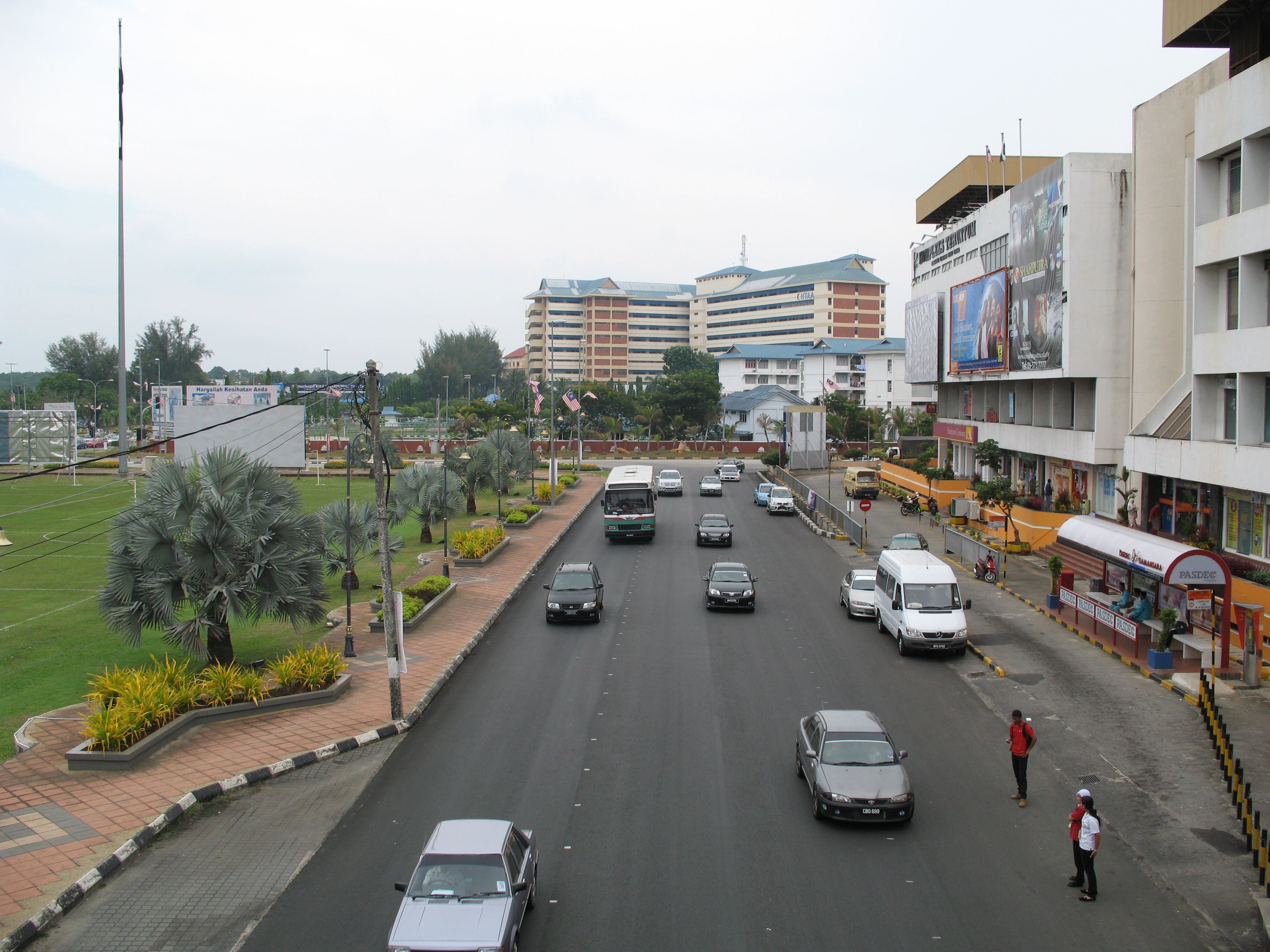
Главная улица города
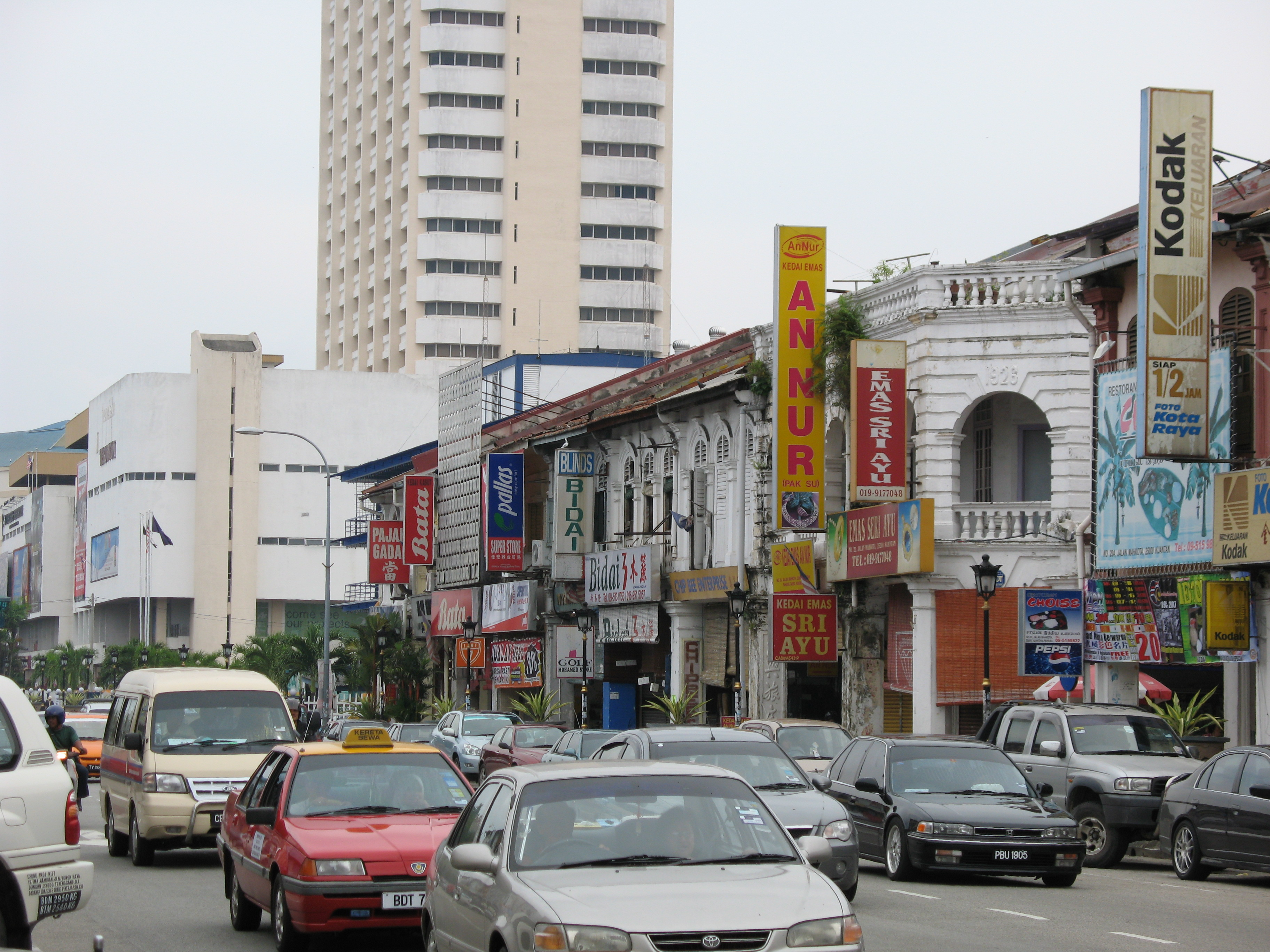
Старые и новые здания на улицах Куантана